# Shadow of Time
Shadow of Time é o quinto álbum da banda de new age irlandesa Nightnoise.
O álbum foi lançado em 1993 com o selo Windham Hill Records.

## Faixas
| N.º            | Título                      | Compositor(es)       | Duração |  |
| 1.             | "One Little Nephew"         | Mícheál Ó Domhnaill  | 5:04    |  |
| 2.             | "The March Air"             | Mícheál Ó Domhnaill  | 5:06    |  |
| 3.             | "Shadow of Time"            | Tríona Ní Dhomhnaill | 3:30    |  |
| 4.             | "Silly Flanks"              | Brian Dunning        | 4:46    |  |
| 5.             | "Water Falls"               | Tríona Ní Dhomhnaill | 2:44    |  |
| 6.             | "Fionnghuala (Mouth Music)" | Música tradicional   | 1:54    |  |
| 7.             | "Night in That Land"        | Johnny Cunningham    | 3:11    |  |
| 8.             | "This Just In"              | Tríona Ní Dhomhnaill | 4:14    |  |
| 9.             | "For You"                   | Brian Dunning        | 2:58    |  |
| 10.            | "Sauvie Island"             | Mícheál Ó Domhnaill  | 4:25    |  |
| 11.            | "The Rose of Tralee"        | Charles W. Glover    | 3:17    |  |
| 12.            | "Three Little Nieces"       | Tríona Ní Dhomhnaill | 3:37    |  |
| Duração total: | Duração total:              | Duração total:       | 44:46   |  |

## Desempenho em Paradas Musicais

### Álbum
| Ano  | Ranking            | Posição | Ref.        |
| ---- | ------------------ | ------- | ----------- |
| 1993 | Top New Age Albums | #3      | [ 1 ] [ 2 ] |